# The Art of Memory (album)
The Art of Memory je společné koncertní album Johna Zorna a Freda Firthe. Album bylo nahráno v roce 1993 v New Yorku a vydáno v roce 1994 u Incus Records.

## Seznam skladeb
Všechny skladby napsali John Zorn a Fred Frith.
| Pořadí | Název                       | Délka |
| ------ | --------------------------- | ----- |
| 1.     | The Combiner                | 4:41  |
| 2.     | The Ladder                  | 5:24  |
| 3.     | The Chain                   | 4:54  |
| 4.     | The Field                   | 7:58  |
| 5.     | The Table                   | 8:44  |
| 6.     | The Interpreter             | 5:06  |
| 7.     | The Tree                    | 4:20  |
| 8.     | The Fountain and the Mirror | 4:30  |

## Sestava
- John Zorn – altsaxofon
- Fred Frith – kytara